# Tillandsia organensis
Tillandsia organensis är en gräsväxtart som beskrevs av Renate Ehlers. Tillandsia organensis ingår i släktet Tillandsia och familjen Bromeliaceae. Inga underarter finns listade i Catalogue of Life.